# Prestuplenie i nakazanie (film)

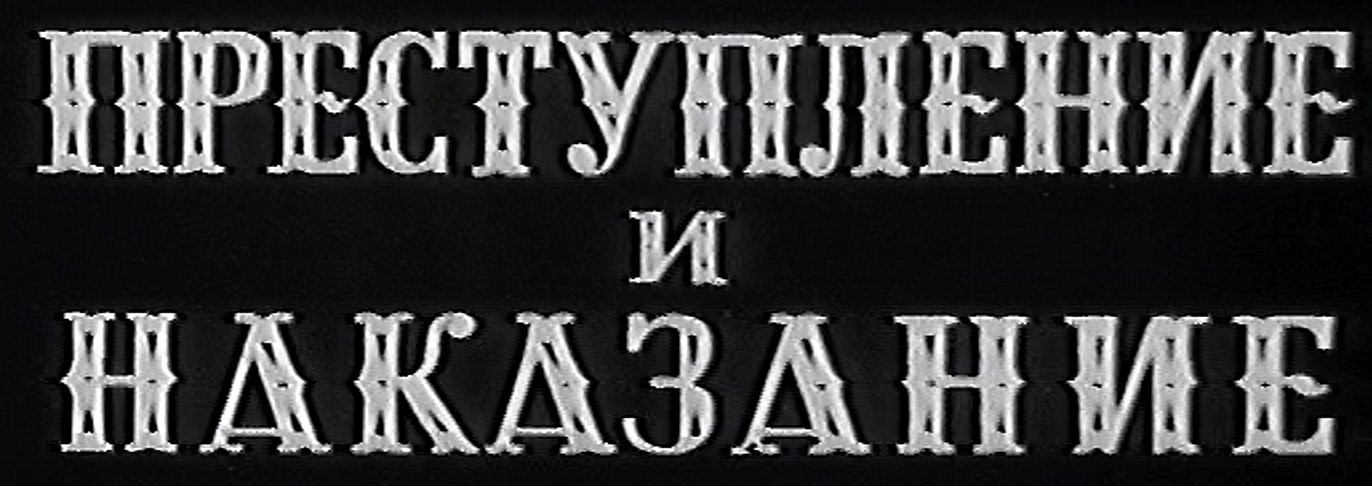
Titolo del film

Prestuplenie i nakazanie (Преступление и наказание, Delitto e castigo) è un film del 1969 diretto da Lev Aleksandrovič Kulidžanov e tratto dal romanzo di Fëdor Dostoevskij.